# Thé tibétain
Le thé tibétain (藏茶 ; pinyin : zāngchá ; tibétain : ཇ་སབག ་, Wylie : ja sbag ) est un thé post-fermenté (aussi appelé "thé noir" par les Chinois), produit dans la région de Ya'an en Chine (province du Sichuan). Il a été acheminé depuis des centaines d'années à dos de yacks sur l'ancienne route du thé et des chevaux entre le Sichuan et le Tibet. Il est l'ingrédient de base du thé au beurre de yack, boisson très populaire au Tibet.

## Description
Le thé tibétain est un thé post-fermenté, c'est-à-dire qu'il a subi après flétrissage et roulage une étape de fermentation. C'est donc un thé très proche du célèbre thé pu-erh.
Traditionnellement, on le trouve sous forme de briques de thé compressé, car c'est la forme que lui donnaient les fabricants de thé pour faciliter le transport jusqu'à Lhassa. 
Comme le thé pu-erh, le thé tibétain se bonifie avec le temps, on peut ainsi boire des crus de ce thé ayant plus de vingt ans d'âge.

## Histoire
La tradition chinoise veut que c'est pendant la dynastie Tang (618-907) que commence les échanges commerciaux entre la Chine et le Tibet, après que la princesse Wencheng soit donnée en mariage au roi tibétain Songtsen Gampo en 641[réf. nécessaire]. Ya'an est alors une ville frontière entre les deux pays[réf. nécessaire].
Le Tibet ayant naturellement très peu de végétaux à mettre dans leur alimentation, le thé devient un aliment indispensable pour les Tibétains.
Au XIe siècle, pendant la dynastie Song (960, 1279), est instauré un échange commercial entre le thé tibétain et les chevaux de guerre tibétains venus de la province tibétaine de l'Amdo. En 1074 est ainsi créée l'« Agence du thé et des chevaux » à Ya'an pour contrôler ce commerce d'état. Cet échange avec des chevaux se prolongea jusqu'en 1735.
Jusqu'au XVIIe siècle, le thé consommé au Tibet est essentiellement du thé tibétain venant de la région de Ya'an. Après l'invasion des Mongols dans le sud-ouest de la Chine qui instaurèrent la dynastie Yuan (1279-1368), le Yunnan commence à cultiver du thé et développe le commerce vers le Tibet durant la dynastie Qing (1644-1912). Ce thé prit alors le nom de thé pu-erh.
Dans les années 1970, les fabricants de thé pu-erh inventent le processus de fermentation accéleré et se mettent à produire du thé cuit (熟茶 ; pinyin : shúchá). Quelques années plus tard, les fabricants de thé de la région de Ya'an s'inspirent de ce procédé pour accélérer la fabrication de thé post-fermenté (autrefois, le thé fermentait naturellement le long de la route du thé, sous l'influence de la pluie, de la sueur, de la température).